# Казория
Казория (итал. Casoria) — город в Италии, располагается в регионе Кампания, в провинции Неаполь.
Население составляет 81 888 человек (на 2001 г.), плотность населения составляет 6807 чел./км². Занимает площадь 12,03 км². Почтовый индекс — 80026. Телефонный код — 081.
Покровителем коммуны почитается святой Мавр. Праздник ежегодно празднуется 15 января.

## История
Впервые Казория упоминает в документах, относящихся к 993—998 году. Вероятнее всего, деревня основана с помощью бенедиктинского монастыря в Неаполе Сан-Григорио-Армено. В 1815 году Казория объединяла 19 общин и её территория в начале XIX века стала одной из самых плодородных в регионе: здесь производили вино, макаронные изделия, кустарным способом производили продукты из каннабиса. С 1951 по 1991 год Казория развивалась как промышленный центр, однако к настоящему времени всё производство остановлено. Из-за связей городского совета с Каморрой, в 2005 году он был распущен.